# Lucien Lévy
Lucien Lévy (* 11. März 1892 in Paris; † 24. Mai 1965 ebenda) war ein französischer Ingenieur und Erfinder. Er gilt als Erfinder des Überlagerungsempfängers (Superheterodyne).

## Leben und Werk
Levy studierte an der École supérieure de physique et de chimie industrielles de la ville de Paris und stand kurz vor dem Diplomabschluss, als der Erste Weltkrieg ausbrach. Im Ersten Weltkrieg diente er im Aufbau der Radiotechnik für militärische Zwecke unter Gustave-Auguste Ferrié und wurde 1916 Laborchef im Zentrum für Radiotechnik (centre radiotélégraphique militaire) des französischen Militärs mit Sitz im Eiffelturm. Dort entwickelte er den Superheterodyne-Empfänger, schriftlich niedergelegt im August 1917 und am 1. Oktober 1918, was später Basis von Patentprozessen in den USA gegen Edwin Howard Armstrong war.
Das Überlagerungsverfahren schlug 1913 erstmals Hogan vor und Round erwirkte im selben Jahr eine Patentanmeldung, doch erst Lucien Lévy (1917) und schließlich Edwin Howard Armstrong – im Oktober 1917 als Offizier der U.S.-Armee an eben jenes Pariser Laboratorium abkommandiert, in dem Lévy tätig war – entwickelten daraus brauchbare Radioschaltungen. Später sprach man in einem Prozess die Rechte Lévy zu. Armstrong beantragte übrigens sein Patent noch von Paris aus.
Das Patent mit Anmeldungsdatum 4. August 1917 hat folgenden Anspruch: „Empfangs- und Verstärkungsverfahren für drahtlose Telegraphie und Telephonie, dadurch gekennzeichnet, dass nach Umwandlung der Empfangsfrequenz in eine über der Hörbarkeitsgrenze liegende örtliche Frequenz und die Energie dieser neuen Frequenz verstärkt wurde“.
Mitte der 1920er-Jahre erwähnte Lévy in Inseraten, z. B. in „Radio Sport“, dass 65 Unternehmen Superhets nach seinen Patenten bauen. Tatsächlich verkaufte Lévy seine Rechte an das Unternehmen AT&T, das bis 1929 alle Patentansprüche von Lévy gegen Armstrong durchsetzte.
Von Lévy stammt die Bezeichnung Zwischenfrequenz, und er wies auf die Möglichkeit mehrfacher Überlagerung hin. Während Lévy einen reinen Empfang erzielen wollte, kam es Armstrong auf die Selektivität und die große und einfache Verstärkungsmöglichkeit einer festen Zwischenfrequenz an. In seinem Patentantrag wies Armstrong auch darauf hin, dass nun – indirekt – auch Wellenlängen unter 100 m leicht zu verstärken sind.
In Frankreich (Patent Lévy) stellte der Super Mitte der 1920er-Jahre – zusammen mit einer Rahmenantenne – den Standardempfänger dar, da wegen der Größe des Landes und der geringen Senderdichte hohe Empfindlichkeit und Leistungsfähigkeit gefragt war.
Unter der Herstellerbezeichnung Radio-L.L. brachte Lucien Lévy 1922 mit dem Modell Hétérodyne [Biraud] einen Baustein als Heterodyne-Oszillator, zusätzlich den Baustein mit Anzeigeinstrument und zwei Röhren und den ganzen Bausatz „Superheterodyne“ mit 12 Röhren auf den Markt. Diese Zusammenstellung von vier Bausteinen mit drei Anzeigeinstrumenten war die professionelle Variante. Als „Audionette“ bzw. „Superhétérodynette“ konnte man 1922 aber den Superhet auch beliebig zusammenstellen. In der deutschen Sprache nennen Sammler solche Zusammenstellungen von fertigen Einheiten auch „D-Zug“. Radio-L.L. zeigt 1922 einen zehnteiligen D-Zug als Superheterodynette [Biraud]. 1925 wurde der weltweit erste Superheterodyn als tragbares (Koffer-)Radio angeboten: Superhétérodyne A Modèle Portable Valise.
1924 eröffnete er einen privaten Radiosender, Radio LL genannt (Wellenlänge 368 m, Sendeleistung 0,5 kW).
Lévy wird auch einer der ersten Radio-Röhrenempfänger in Flugzeugen zugeschrieben, und 1926 wurde einer der ersten Empfänger, der staub- und feuchtigkeitsgeschützt für den Betrieb im Auto vorgesehen war, vorgestellt: Superhétérodyne Modèle Portatif Type Auto. 1929 erhält sein Unternehmen von der Compagnie Générale Aéropostale den Auftrag, die 27 Bodenstationen der Luftpostlinie Toulouse – Casablanca – Dakar – Natal – Buenos Aires – Santiago de Chile mit Kurzwellen-Sprechfunkgeräten und Mittelwellen-Peilanlagen auszurüsten. Auch die Bordanlagen der Flugzeuge werden von Lévys Unternehmen geliefert.
Lucien Lévy war jedoch nicht nur Ingenieur und Praktiker, sondern gehörte auch zu den führenden Interessenvertretern der jungen Radioindustrie. 1922 wurde er Präsident des Arbeitgeberverbandes Chambre Syndicale de la TSF und 1925 Präsident des Syndicat Professionnel des Industries Radioélectriques.